# Sraoša

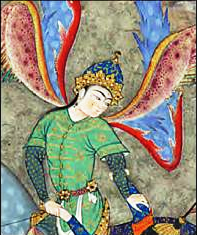
Anděl Suróš na ilustraci k Šáhnáme šáha Tahmáspa, cca 1522

Sraoša „Poslušnost, Kázeň“, středopersky Sróš, je jeden ze zarathuštrických bohů-jazatů, syn Ahura Mazdy a Ármaiti. Poprvé je zmiňován již v gáthách a je mu věnován Jašt 11 – Sróš jašt. Je popisován jako silný, krásný a vysoký mladý muž, jež vyniká odvahou, rychlostí a je ozbrojen dřevěnou palicí. Je vzýván jako ochránce a strážce. Jeho hlavníkem protivníkem je daéva Aéšma „Hněv“. Sraoša je taktéž spojován s rituální činnosti, například je prvním kdo užíval barsom. Stejně jako některá jiná božstva je titulován jako verethragan „přemožitel překážek, odporu“. Je zmiňován především s bohyní Aši „Odměnou“, podle Jaštu 10 – Mihr jaštu, stojí po Mithrově pravici, zatímco Rašnu po Mitrově levici, když tato trojice božstev soudí duše zemřelých. Pod jménem Suróš pronikl i do íránského islámu, v kterém si zachovává významné místo.
Avestánské s(ə)raoša- je jak obecným podstatným jménem tak vlastním jménem a je odvozeno sraw-/sru- „slyšet“ a jako sloveso má význam „poslouchat, řídit se, být v souladu“. Do sémantického okruhu tohoto slova náleží také výrazy jako poslušnost, dbalost, kázeň a trest.
Podle mytologa Jaana Puhvela jsou Sraoša a Aši abstrakcemi vytvořenými Zarathuštrou a mohou odpovídat védským božstvům Arjamanovi a Bhagovi. V tom případě by byl Sraoša totožný s Airjamanem, jež se objevuje v post-gátských pasážích Avesty. 